# 会田长荣
会田长荣（会田長栄，1928年8月5日—2016年2月2日），日本福岛县人，政治家、日本参议院议员。
毕业于石川高等学校。后担任福岛县劳动議長。1989年，在第15届日本参议院选举中，代表日本社会党参加福島縣選舉區并当选。1995年，在第17届日本参议院选举中落選，后退出政界。
2016年2月2日，因肺炎去世，享年87岁。

## 脚注
1. ↑  元社会党参議院議員の会田長栄氏死去 （页面存档备份，存于） 時事ドットコム 2016年2月3日